# DCNS (IMOCA)
DCNS, également appelé DCNS 1000, est un voilier monocoque de course au large appartenant à la classe des 60 pieds IMOCA, mis à l'eau en 2008. Il est dessiné par le cabinet Finot-Conq et construit par Multiplast. En 2014, acheté par Éric Bellion, il devient Comme un seul homme. En 2017, confié à Damien Seguin, il devient Groupe Apicil. En 2022, acheté par Tanguy Le Turquais, il prend le nom de Banque Populaire puis de Lazare.

## Conception et caractéristiques
Le 60 pieds DCNS est conçu par le cabinet Finot-Conq, architectes naval qui ont conçu tous les bateaux vainqueurs du Vendée Globe depuis 1993 et qui ont imprimé leur marque sur la classe des 60 pieds. Il est construit au chantier Multiplast de Vannes dans le moule de la carène de Generali de Yann Eliès et Brit Air d'Armel Le Cléac'h.

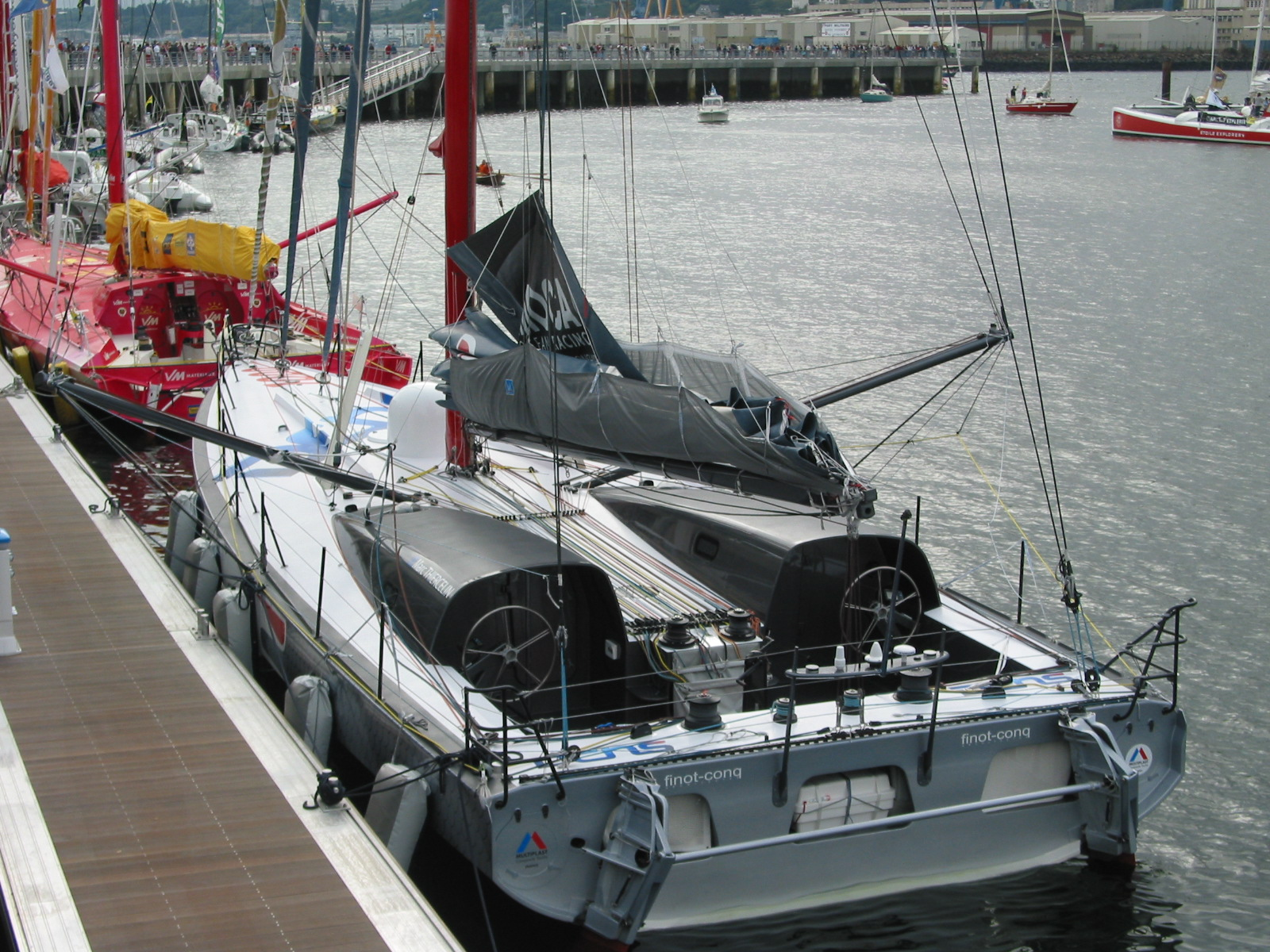
Juillet 2008, à Brest. DCNS et son rouf en deux parties.

La carène présente un bouchain marqué pour augmenter artificiellement sa largeur tout en réduisant sa surface mouillée. Son rouf, identique à celui du deuxième Hugo Boss, présente la particularité d'être divisé en deux parties distinctes, laissant une tranchée médiane par laquelle reviennent toutes les manœuvres de mât. Il permet également un accès sûr au mât et à la plage avant. La quille est réalisée spécialement dans les ateliers DCNS de Cherbourg dans un acier utilisé dans la construction des sous-marins français. Débutée en octobre 2007, la construction s'est achevée le 31 mai 2008.

## Historique

### DCNS
La barre a été confiée à Marc Thiercelin, qui a déjà couru trois Vendée Globe et un Around Alone. Le numéro de voile FRA 1000 fait référence au programme « Filières du talent » de DCNS, dont Thiercelin est le parrain, permettant à 1 000 jeunes d'effectuer un stage au sein du groupe de construction navale, ainsi que de sélectionner un jeune skipper pour prendre le départ de la Route du Rhum 2010 à bord du 60 pieds. Le navigateur parcourt 8 000 milles avant le départ du Vendée Globe 2008-2009 le 9 novembre 2008. Les premiers jours de course sont très rude dans le golfe de Gascogne et DCNS démâte dès le 11 novembre, au large du cap Finisterre.
Remis à l'eau au printemps 2009, DCNS participe avec Marc Thiercelin et Christopher Pratt, lauréat du programme « Filières du talent », à plusieurs épreuves en Atlantique puis en Méditerranée. Après une 11e place dans la Giraglia Rolex Cup, DCNS bat le record de la traversée de la Méditerranée à la voile entre Marseille et Carthage en 33 heures, 13 minutes et 30 secondes, quelques jours après la traversée record de Groupe Bel de Kito de Pavant. Fin août 2009, Marc Thiercelin embarque à bord de DCNS Christopher Pratt, Lalou Roucayrol, Marc Emig et Francois Denis pour l'Istanbul Europa Race, course en trois étapes entre Istanbul et Brest, dont DCNS termine sixième et dernier.
Après avoir pris le départ de la Transat Jacques-Vabre 2009, Thiercelin et Pratt sont contraints à l'abandon le 14 novembre en raison d'un problème avec la rotule de la quille de DCNS.

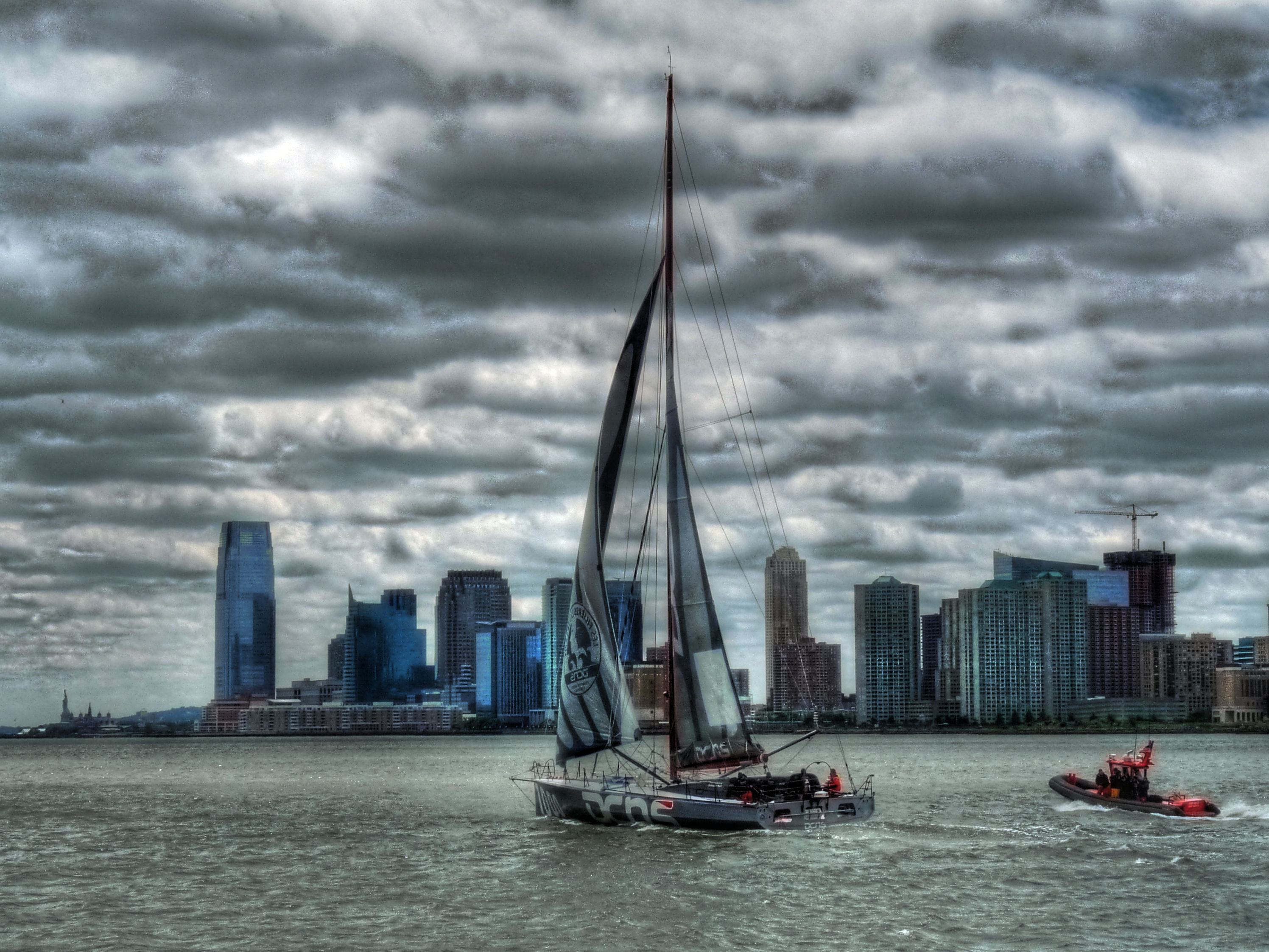
DCNS devant Manhattan, la veille de sa tentative de record de traversée de l'Atlantique.

Le début de l'année 2010 est consacré à l'optimisation du 60 pieds en vue de la Route du Rhum 2010 sous l'œil de Christophe Pratt. Il effectue son parcours de qualification en convoyant en solitaire DCNS vers New York d'où Marc Thiercelin — routé par Pratt — va s'élancer le 10 mai pour tenter de battre le record de la traversée de l'Atlantique nord en monocoque et en solitaire. Après 14 jours de navigation, « Captain Mark » double le cap Lizard, sans avoir pu battre le temps de référence de Bernard Stamm. Le 31 octobre 2010, Christophe Pratt prend le départ de la Route du Rhum. Au cours de la traversée, DCNS connaît des problèmes d'électronique, privant son skipper des pilotes automatique. Christopher Pratt termine à la huitième et dernière place.

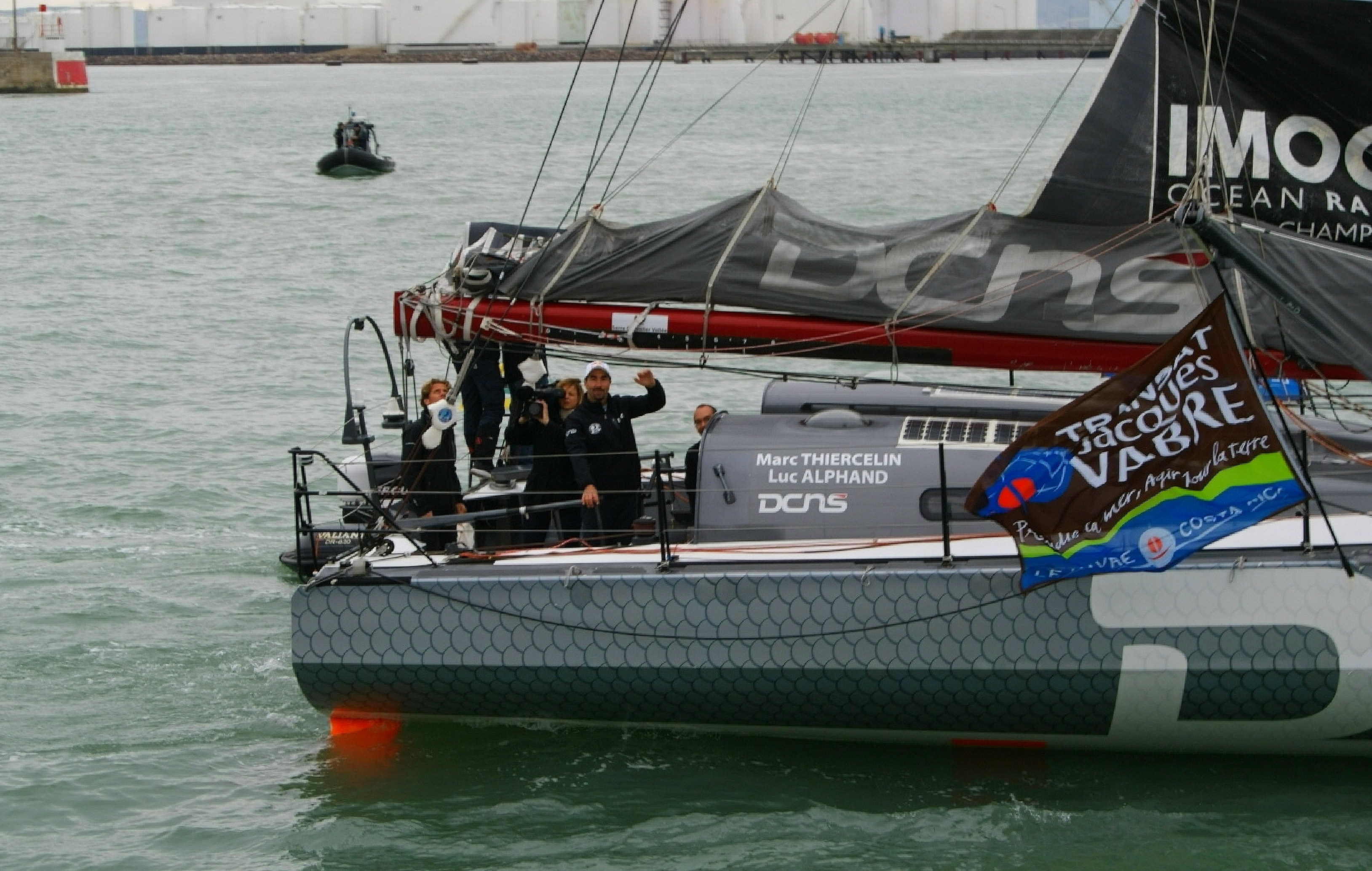
Luc Alphand à la barre de DCNS, avant le prologue de la Transat Jacques-Vabre 2011.

En 2011, Marc Thiercelin s'entraîne avec Luc Alphand pour promouvoir la reconversion professionnelle. La Transat Jacques-Vabre 2011 se solde par un nouvel abandon, en raison de problèmes de batteries.
En 2012, DCNS réoriente son projet voile en faveur de L'Hydroptère d'Alain Thébault. Le 60 pieds est racheté par le producteur de cinéma Jean Cottin et est utilisé pour le tournage du film En solitaire de Christophe Offenstein, avec François Cluzet, histoire d'une participation au Vendée Globe. Toutes les scènes de navigation sont réalisées en mer, à bord de DCNS, dans le golfe de Gascogne, aux Canaries et en mer du Nord entre les mois d'octobre et de décembre 2012. Quatre caméras fixes sont installées à bord du voilier sur lequel embarquent seize personnes,.

### Comme un seul homme

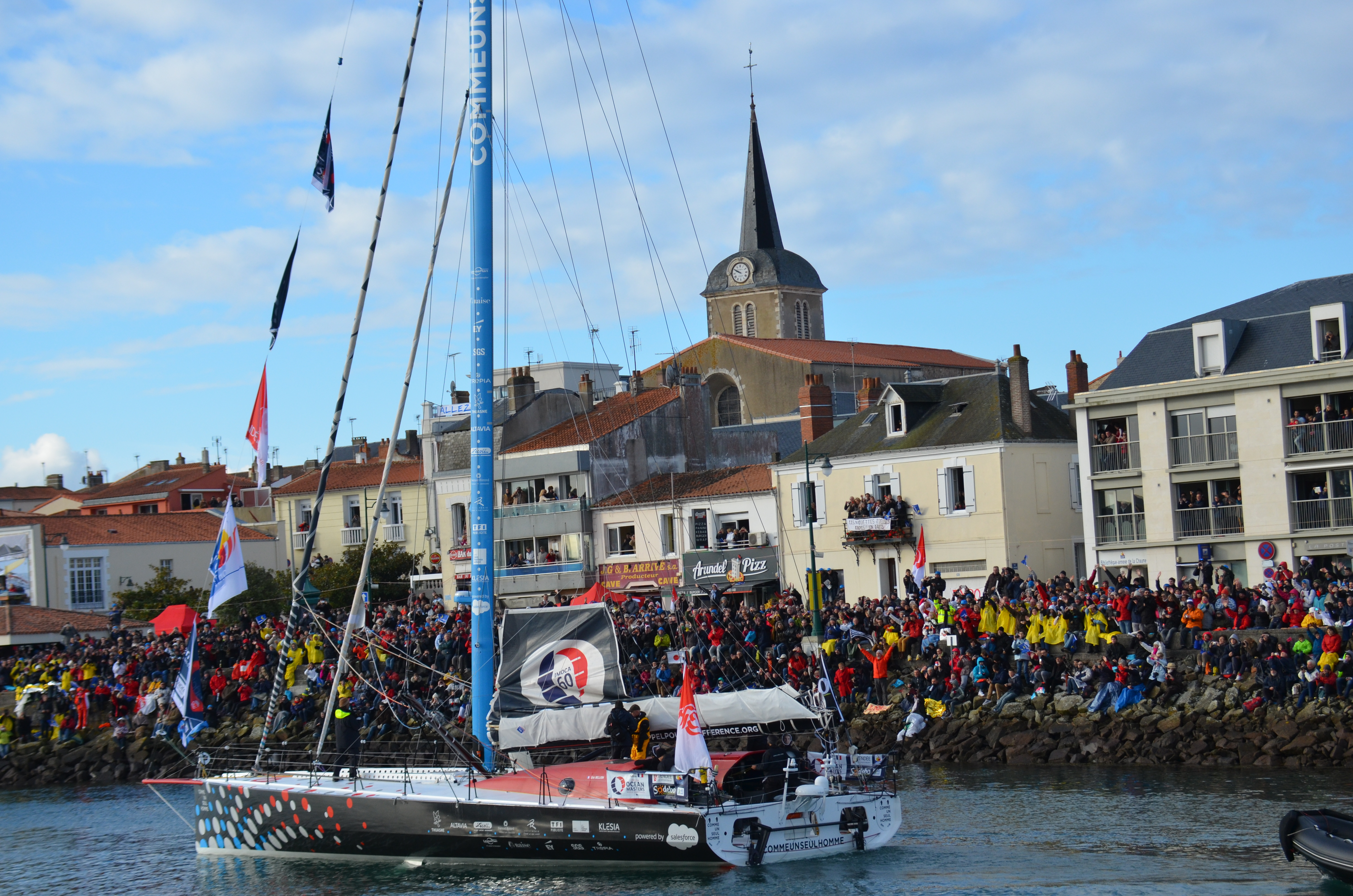
Comme un seul homme au départ du Vendée Globe 2016-2017.

En novembre 2014, DCNS est racheté par Éric Bellion en vue de participer au Vendée Globe 2016-2017. Au sein du chantier Mer Agitée de Michel Desjoyeaux, Éric Bellion prévoit le remplacement de la quille avant une remise à l'eau au printemps 2015.
Éric Bellion termine le Vendée-Globe en neuvième position le 13 février 2017, sous trois ris après un incident survenu sur le mât le 11 février. Sa course aura également été marquée par une rupture de mèche de safran le 6 décembre 2016.

### Groupe APICIL

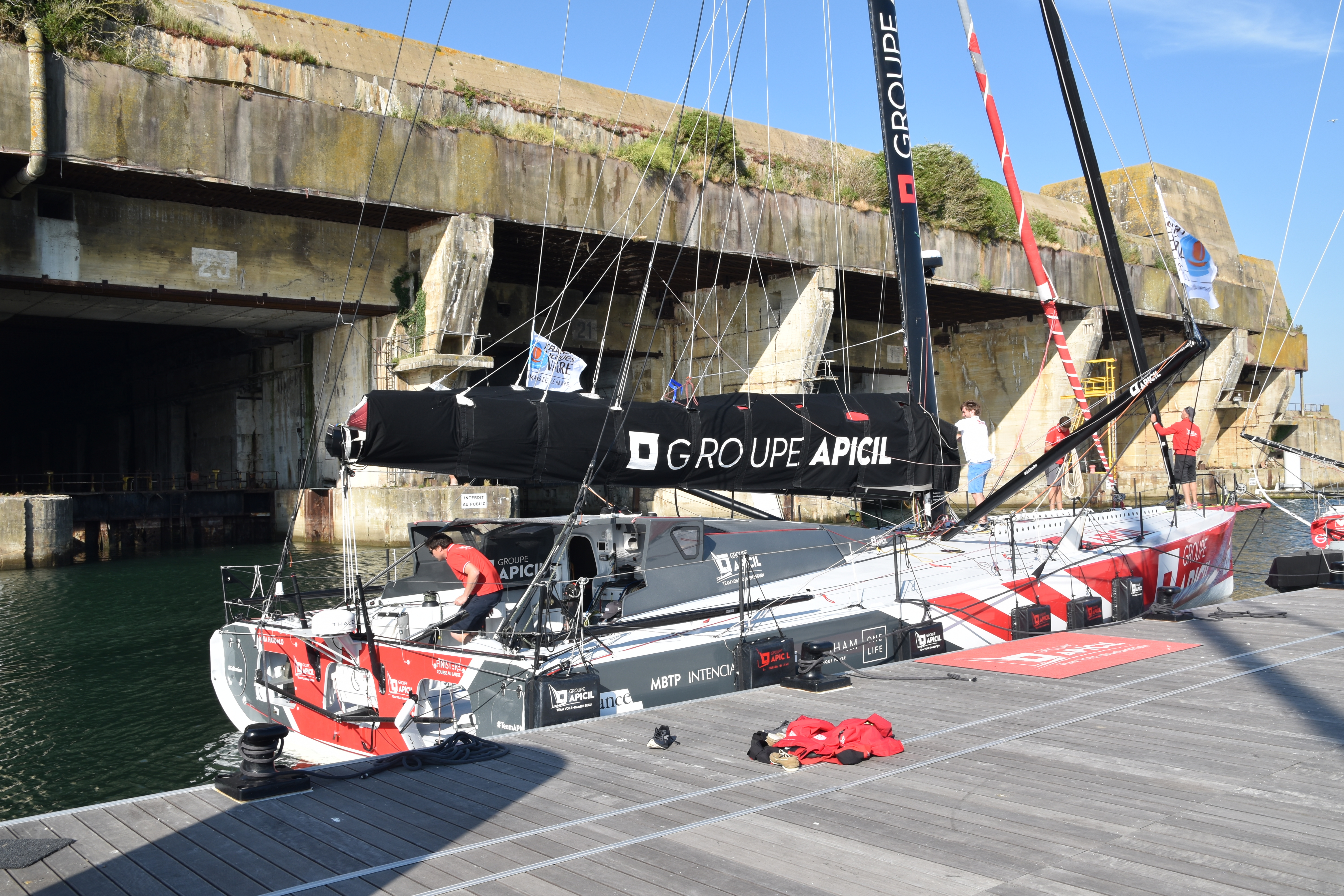
Groupe Apicil à Lorient en juin 2021.

En vue du Vendée Globe 2020, l'IMOCA est acheté en 2017 par le Groupe APICIL et adapté au handicap de Damien Seguin par l'équipe technique de Jean Le Cam. Le centre de rééducation de Kerpape contribue également au projet en développant notamment un prototype pour la colonne de winch qui se trouve à poste dans le cockpit.
Damien Seguin termine le Vendée Globe 2020-2021 le 28 janvier 2021 dans le groupe de tête. Il est classé septième à seulement 18 heures du vainqueur, Yannick Bestaven. Un exploit pour un marin qui dispute son premier Vendée-Globe et dont le bateau ne dispose pas de foils.

### Banque populaire
En janvier 2022, Tanguy Le Turquais achète le bateau au groupe Apicil. N'ayant pas trouvé de sponsor, il le loue au Team Banque populaire pour permettre à Clarisse Crémer de disputer les deux premières courses de la saison. Le bateau revêt donc pour quelques semaines les couleurs et le nom de la Banque populaire. Enceinte, Clarisse Crémer cède la barre à Nicolas Lunven, qui n'a jamais couru en solitaire sur un Imoca. En mai, il termine 4e de la Bermudes 1000 Race (1er bateau à dérives droites) et, en juin, 10e de la Vendée-Arctique.

### Lazare

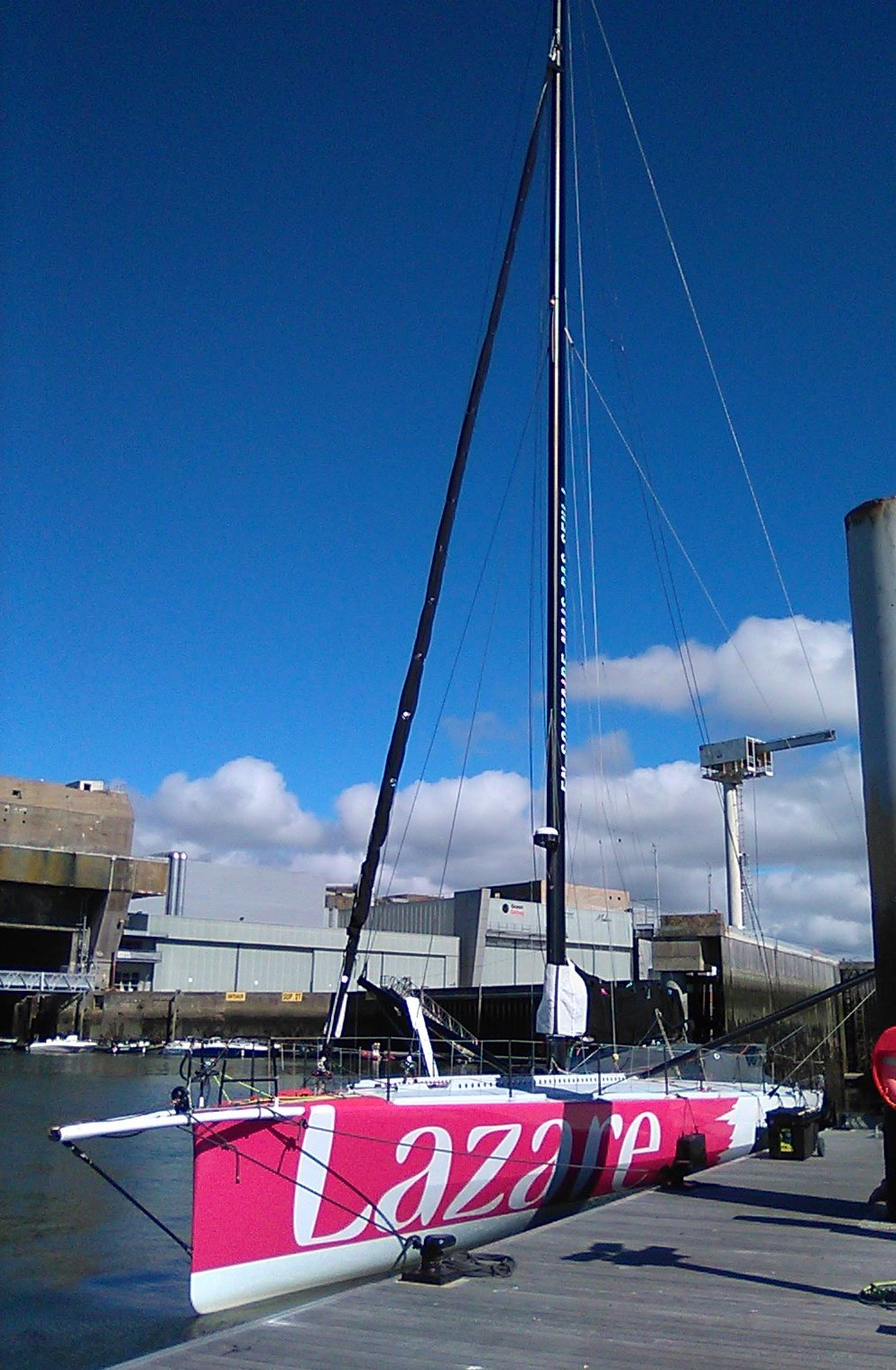
Lazare à Lorient, son port d'attache, en juillet 2022.

Le Turquais retrouve ensuite son bateau pour préparer la Route du Rhum, qui doit lui permettre d'engranger des milles en vue du Vendée Globe 2024. Toujours à la recherche d'un partenaire, il baptise son bateau Lazare, du nom d'une association de réinsertion de sans-abri, qu'il soutient. En septembre, il court sa première épreuve en Imoca, les 48 Heures Solo du Défi Azimut. Il termine 9e sur 24, 1er bizuth et 1er bateau à dérives droites.

## Palmarès

### 2008-2010:DCNS– Marc Thiercelin
- 2008 : abandon dans le Vendée Globe (démâtage)
- 2009 : 
  - record de la traversée de la Méditerranée entre Marseille et Carthage, en équipage, en 33 heures, 13 minutes et 30 secondes
  - 6e de l'Istanbul Europa Race, en équipage, en 19 jours, 17 heures, 37 minutes et 56 secondes
  - abandon dans la Transat Jacques-Vabre, en double avec Christopher Pratt (problème de quille)

### 2010:DCNS– Christopher Pratt
- 2010 : 8e Route du Rhum en 16 jours, 7 heures, 4 minutes et 23 secondes

### 2011:DCNS– Marc Thiercelin
- 2011 : abandon dans la Transat Jacques-Vabre, en double avec Luc Alphand (problèmes électriques)

### 2015:Comme un seul homme– Éric Bellion
- 2015 : 7e de la Transat Jacques-Vabre, en double avec Sam Goodchild
- 2017 : 9e du Vendée Globe 2016-2017 en 99 jours, 04 heures, 56 minutes et 20 secondes.

### 2017-2022:Groupe Apicil– Damien Seguin
- 2018 :

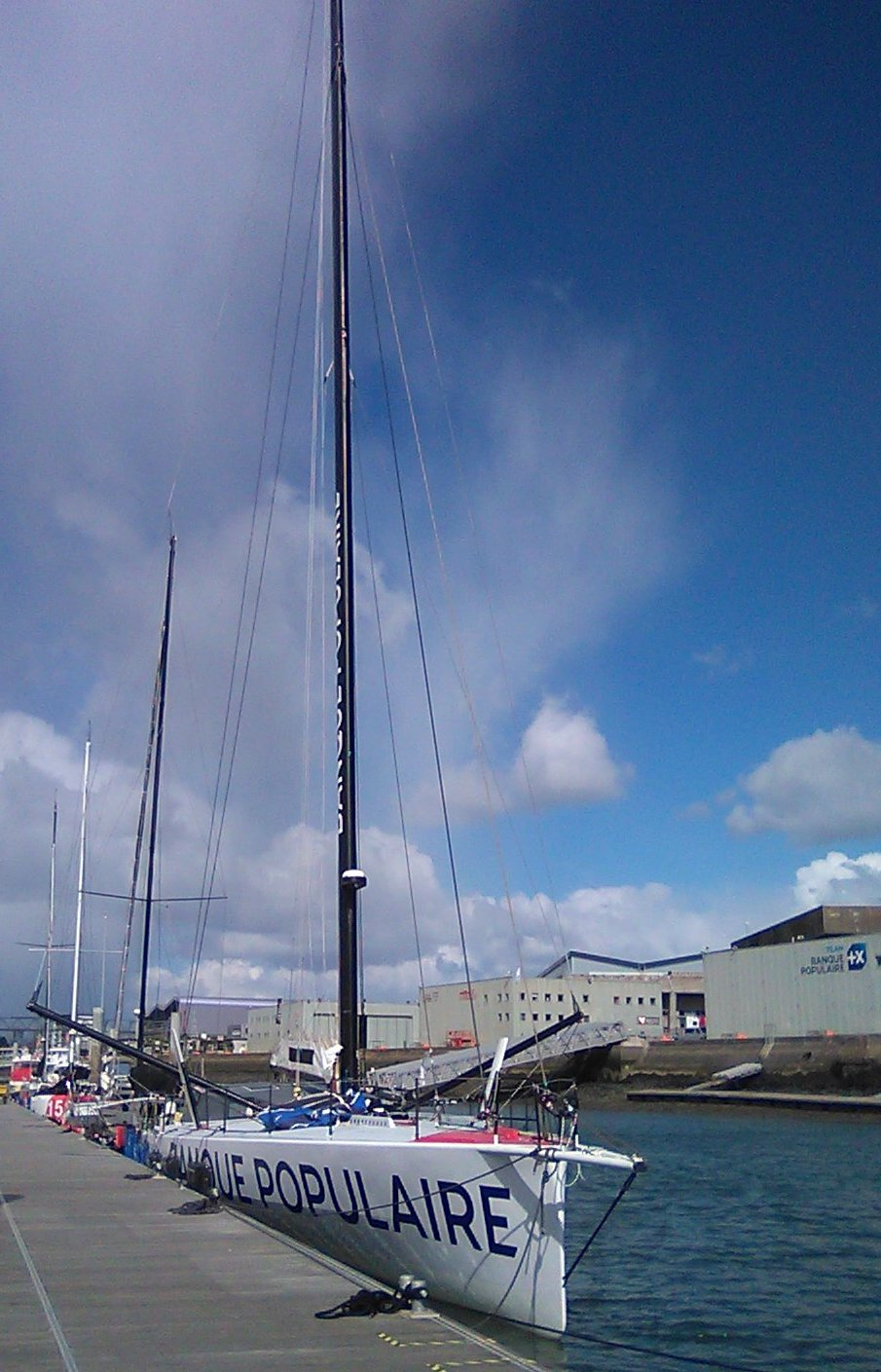
L'Imoca Banque populaire de Nicolas Lunven à Lorient, en avril 2022.

  - 3e de la Bermudes 1000 Race, en duo avec Jean Le Cam
  - 6e de la Route du Rhum en 14 jours, 18 heures, 55 minutes et 2 secondes
- 2019. 14e de la Transat Jacques-Vabre en double avec Yoann Richomme
- 2021 : 
  - 7e du Vendée Globe 2020-2021 en 80 jours, 21 heures, 58 minutes et 20 secondes.
  - 7e de la Rolex Festnet Race
  - 11e de la Transat Jacques-Vabre en double avec Benjamin Dutreux

### 2022:Banque Populaire– Nicolas Lunven
- 4e de la Guyader Bermudes 1000 Race[28]
- 10e de la Vendée-Arctique[29]

### Depuis 2022:Lazare– Tanguy Le Turquais
- 2022
  - Route du Rhum : 13e
  - 9e sur 24 (1er bizuth et 1er bateau à dérives droites) dans les 48 Heures Solo du Défi Azimut[31]

- 2024
  - The Transat 2024 : 11e, et 1er des bateaux à dérives[32]

- 2025
  - Vendée Globe 2024-2025 : 17e[33]